# Alex Rogers (compositor)

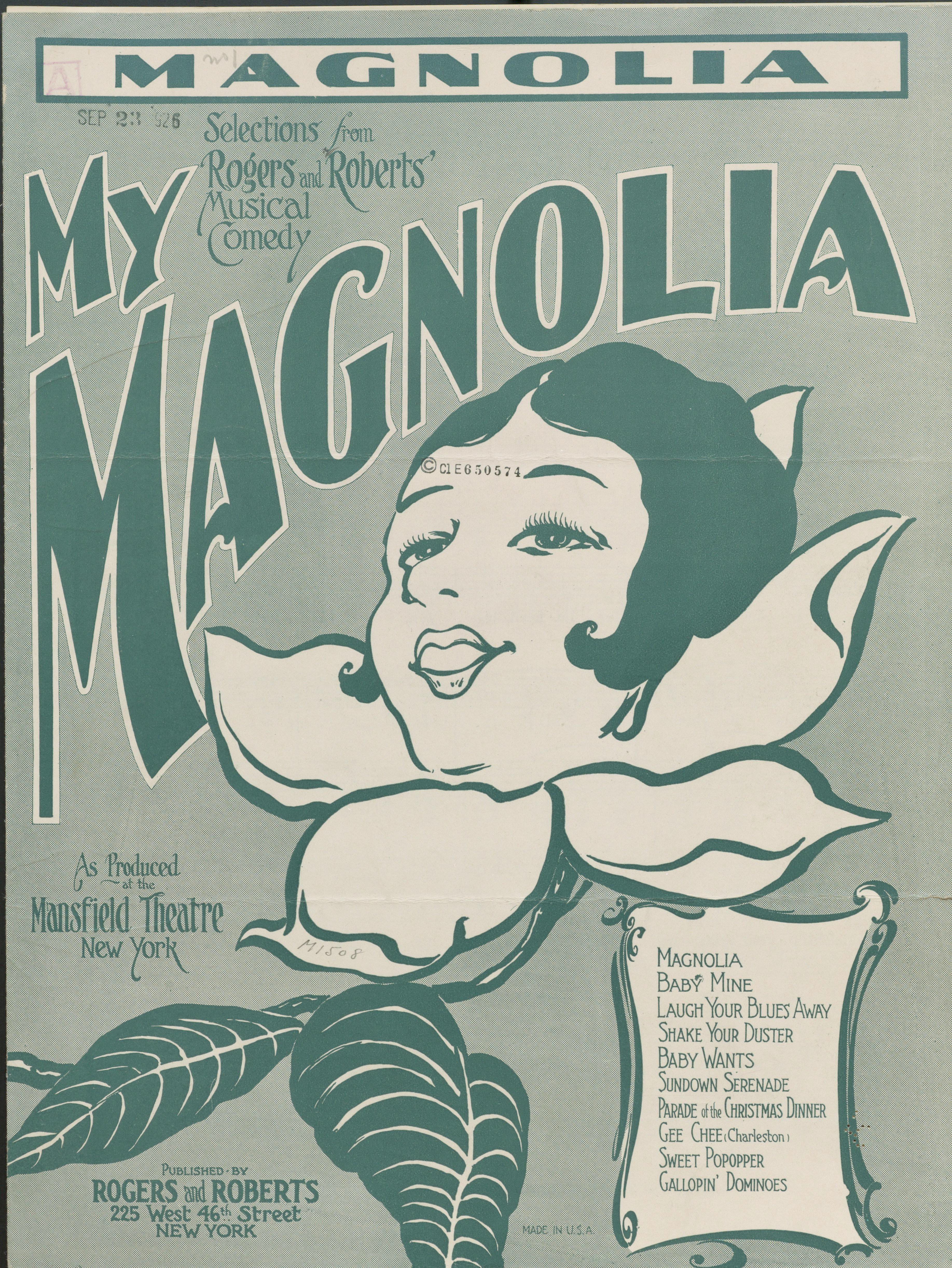
My Magnolia (1926).

Alexander Claude Rogers (4 de setembro de 1876 - setembro de 1930), conhecido como Alex Rogers, foi um compositor e letrista. Ele escreveu músicas inclusive para o musical Bandanna Land e atuou como presidente e membro do conselho da Gotham-Attucks Music Publishing Company.

## Músicas
- "Nobody" (1905) com Bert Williams[1]
- "I May Be Crazy But I Ain't No Fool" (1904)[3]
- "Let It Alone" (1906)[1]
- "I'm a Jonah Man", letras e música, publicado Williams and Walker Co.[1]
- "Believe Me!" (1910), letra[4][5]
- "Why Adam Sinned"[1]
- "Bon Bon Buddy (The Chocolate Drop)"[4]

## Shows
- In Dahomey[6]
- Bandanna Land
- Abyssinia
- Go-Go (1923)
- Sharlee (1923)
- My Magnolia (1926)